# Wiktor Stepanowitsch Grebennikow
Wiktor Stepanowitsch Grebennikow (russisch Виктор Степанович Гребенников; * 23. April 1927 in Simferopol; † 10. April 2001 in Krasnoobsk bei Nowosibirsk) war ein russischer Naturforscher, Entomologe, Naturschützer, Schriftsteller und Buchillustrator.

## Leben
Nachdem Grebennikow seine Kindheit und Jugend auf der Krim, in Kasachstan und Usbekistan verbracht hatte, war er ab den 1940er Jahren bis 1976 größtenteils in Issilkul (Oblast Omsk), danach in Krasnoobsk bei Nowosibirsk tätig. Von 1947 bis 1953 war er in Lagerhaft im Südural. Zunächst vor allem Kunstmaler und Buchillustrator, verfasst er ab den 1960er Jahren hauptsächlich (populär-)wissenschaftliche Aufsätze und Bücher über Insekten, speziell über Bienen.
Anfang der 1970er Jahre richtet er auf Privatinitiative bei Issilkul ein Waldsteppen-und-Insekten-Schutzgebiet ein. Heute ist das Gebiet in der offiziellen Liste der Naturschutzgebiete der Oblast Omsk als Issilkulskaja reliktowaja lessostep (Issilkuler relikte Waldsteppe) aufgeführt.
1976 wird unter seiner Leitung im Sibirischen Wissenschaftlichen Forschungsinstitut für Ackerbau und Chemisierung der Landwirtschaft (Sibirski NII semledelija i chimisazii selskowo chosjaistwa) in Krasnoobsk bei Nowosibirsk ein Museum für Agroökologie und Naturschutz eingerichtet, welches heute seinen Namen trägt. Auch in den 1980er Jahren engagiert er sich für die Einrichtung von Naturschutzgebieten in der Oblasten Nowosibirsk und Omsk.
Seit den 1980er Jahren wandte sich Grebennikow verstärkt den sogenannten Parawissenschaften zu. So behauptete er, eine Levitations-Plattform erfunden zu haben, die mit Hilfe von an der Unterseite befindlichen Insekten-Körperteilen, also deren Chitinteilen, arbeiten soll. Er veröffentlichte detaillierte Beschreibungen seiner Entdeckung von 1988 und schrieb über seine Erfahrungen bei Flügen über Russland und die Sowjetunion. Grebennikow behauptete außerdem, dass auf seinen Flügen die „geometrische Energie“ des Chitins ein „zeitverschiebendes Kraftfeld“ erzeugte, welches seinen Fotoapparat funktionsunfähig machte.